# Amatitlania
Amatitlania – rodzaj małych, słodkowodnych ryb z rodziny pielęgnicowatych (Cichlidae).
Dorastają do 8–10 cm długości.

## Klasyfikacja
Gatunki zaliczane do tego rodzaju:
- Amatitlania altoflava (Allgayer, 2001)
- Amatitlania coatepeque Schmitter-Soto, 2007
- Amatitlania kanna Schmitter-Soto, 2007
- Amatitlania myrnae (Loiselle, 1997)
- Amatitlania nanolutea (Allgayer, 1994)
- Amatitlania nigrofasciata (Günther, 1867) – pielęgnica zebra[2][3]
- Amatitlania sajica (Bussing, 1974)
- Amatitlania septemfasciata (Regan, 1908)
- Amatitlania siquia Schmitter-Soto, 2007